# Паченка
Паченка — село в Нижнетавдинском районе Тюменской области России. Входит в состав Новотроицкого сельского поселения. В 1919—1977 годах административный центр Паченского сельсовета.
Проживают русские. Малая родина Героя Советского Союза Н. А. Хохлова. Ему установлен памятник

## Название
От имени татарского князя Паченги.

## География
Находится на западе Тюменской области, в пределах юго-западной части Западно-Сибирской низменности, в зоне подтайги, на берегах реки Паченка, при автодороге регионального значения 71Н-1209, на расстоянии примерно 7 километров (по прямой) к востоку от села Нижняя Тавда, административного центра района и в 82 км к северо-востоку от города Тюмени, областного центра.
Рельеф представлен слабоволнистой залесённой равниной. Неподалёку располагаются многочисленные болота (в том числе, болото Поганое) и старицы.

### Климат
Климат резко континентальный с холодной продолжительной зимой и коротким тёплым летом. Средняя температура воздуха самого холодного месяца (января) — −18,6 °C; самого тёплого месяца (июля) — 17,6 °C. Безморозный период длится в среднем 111 дней. Среднегодовое количество атмосферных осадков составляет 300—400 мм, из которых 70 % выпадает в тёплый период. Продолжительность залегания снежного покрова составляет в среднем 156 дней.

## Флора и фауна
Значительные площади находятся в сельскохозяйственном использовании — здесь выращивают рожь, пшеницу, картофель, горох, подсолнечник, кукурузу и другие культуры.
В районе из грызунов водятся: заяц, бурундук, хомяк, ондатра, белка; из хищников: лисица, горностай, колонок, барсук, рысь, выдра, хорек, ласка; из насекомоядных: крот, землеройка; из копытных: лось, косуля; с юга каждую весну прилетает большое количество уток, гусей, куликов и прочей водоплавающей птицы. Промысловое значение имеет боровая дичь: глухари, тетерева, рябчики, куропатки. В водоемах водится промысловая рыба: щука, окунь, чебак, язь, речной карась

## История
По местному преданию, основан казаками дружины Ермака, раненые в бою с войском тамошнего — Лабутинского татарского князца Паченга и оставленные здесь на выздоровление. Первые упоминания поселения Паченка встречаются в 1583 году в книге «История Сибирская» Ремезова Семёна Ульяновича. В ней говорится:

В 1583-м году ехал Ермак в низовья реки Иртыша, ходил войной на Кодские городки. Князей Алачевых захватил с имением [их], и все городки Кодские и Назыский городок с огромным имением их князя захватил [и все городки Кодские князей Алачевых с их имением захватил, и Назымский городок с имением того князя захватил], и ясак с них собрал, а платят они и до нынешнего времени, и возвратился к себе в город в 20 день июня. В первый день июля в том же году ходили походом по Тавде: захватили Лабутинский городок, князька Лабуту с имением, и Паченку. А на Паченке такой жестокий бой был, что озеро Поганое наполнили трупами, так же [завоевали] Кошуки и Кондырбай, и Табары. И собрав ясак, назад возвратился к себе в город.

По сведениям дозорной книги 1625 г. русская деревня на р. Бакчиме (устаревшее название р. Паченка) состояла из 18 дворов и была частью Тавдинской слободы, ведомственно приписанной к вотчинам Архиерейского Софийского Дома в Тобольске. Здесь проживали Патракейко Данилов, Ярафейко Архипов, Семейка Клементьев Резвой, Парфенко Кирилов, Тренька Григорьев Бахлыков, Пятунка Григорьев Черепан, Сергейка Иванов Коновал, Тренка Иванов Борода, Безсонко Политов, Евтифейко Еремеев Стерлядев, Якунка Якимов Конаков, Тимошка Савельев, Петрушка Игнатьев Кривой, Семейка Васильев Шангин, Юшко Федоров Зубарев, Гришка Яковлев Кривой, Захарко Минин, Онтропко Агеев Зверев (записаны без членов семей).
Позднее сюда селились выходцы с Русского Севера, с рек Северная Двина, Вятка и их притоков. В переписной книге 1651 года записано: «От Тобольска, ехав по левой стороне Тавды реки, над речкою Пачемкою архиепископа Тавдинская слобода, а в ней острог, а в остроге четыре анбара».
Из межевой книги архиерейских вотчин за 1684 г., составленной по сведениям переписных книг 1657 г., из др. документов XVII—XVIII веков, известны имена крестьян «старого погоста на речке Паченке»: «Пронька Семенов сын Шангин, Антошка Тимофеев сын Зырянов», ещё Коноваловы, Двинские, Халтурины, Медведевы, Никитины, Черепановы, Ярковы, Юрловы, Петрушины, Серюковы, Шаламовы, Алекшины, Петровы, Шульгины и др. С 1693 года погост упоминается во всех документах как деревня Паченка. Кроме землепашества и разведения скота здесь был развит рогожный промысел, имелось несколько ветряных мельниц.
В сентябре 1919 г. образован Паченский сельсовет Тавдинской волости, который возглавила д. Паченка. В 1929 г. образован первый колхоз «Пахарь», в который вошли 10 хозяйств; вскоре он распался, но взамен образовались два колхоза: им. Будённого и им. 18 партсъезда. Председателем первого из них колхоза был А. И. Петрушин. В 1935 г. в Паченке появился первый трактор-колесник.
В июле 1950 г. все хозяйства Паченского сельсовета объединились в один колхоз им. Хрущева, в 1957 г. переименованный в колхоз «Сибирь», который в 1963 г. влился в колхоз «Большевик» Нижнетавдинского сельсовета.
В военные годы весь район знал бригаду трактористок К. Н. Шаламовой, где трудились Ф. Е. Яркова, А. А. Киселёва, П. Ф. Алекшина, Е. Ф. Рыжкова, А. А. Мовшенко, М. П. Петрушина, К. А. Шаламова, в послевоенные десятилетия ударно работали паченцы А.Башков, Н. С. Мовшенко, И.Андрейчик, С.Флягин, В. С. Яркова, Н. С. Ярков, Е. С. Петрушина, Николай Васильевич Шаламов, Валентина Яковлевна Шаламова, К. Н. Флягина, В. А. Алекшин, А. И. Петрушин, Н.Яркин, В. С. Шаламова, П. П. Флягин и многие др.
В 1965 году сибирский филиал Республиканского проектного института по землеустройству «Росгипрозем» разработал схему планировки Нижнетавдинского района. Была определена очередность переселения неперспективных населенных пунктов района: «В период с 1970 по 1980 годы… Курья и Маслянка — в Паченку».
В 1970 г. построена восьмилетняя школа, открыт новый типовой клуб, спортивно-туристический комплекс.
17 марта 1977 года упразднён Паченский сельсовет.

## Население
| 2010 |
| ---- |
| 169  |

По списку населённых мест Тобольской губернии 1868—1869 гг. в деревне проживало 287 мужчин и 334 женщины при 122 дворах.
В 1926 году проживало 390 мужчин и 398 женщин, общее число дворов было 135.
В 2010-е годы проживает более 200 человек в 76 дворах, в 2017 году числится 169 жителей.

## Известные уроженцы, жители
В Паченке в 1923 году родился Хохлов Николай Александрович — Герой Советского Союза (посмертно).

## Инфраструктура
Личное подсобное хозяйство с зоной сельскохозяйственного использования, индивидуальная застройка усадебного типа. село газифицировано и электрифицировано.
Основа экономики — сельское хозяйство. В селе работает животноводческая ферма ООО «Турай» (управляющий Ю. Н. Коновалов).
На базе средней школы создан молодёжный оздоровительный центр, в котором в летнее время проходят смены областного оборонно-спортивного палаточного лагеря «Ратники».

## Памятные места, достопримечательности
Мемориал Участникам Великой Отечественной войны и Памятник Герою Советского Союза Н. А. Хохлову. Открыт 9 мая 1980 года. Памятник установлен в центре мемориала, увековечивающего имена 107 односельчан, погибших на фронтах Великой Отечественной.

## Транспорт
Автобусное сообщение с райцентром. Остановка общественного транспорта «Паченка».
Аэродром Паченка, вертолётное сообщение